# Клейн, Джейкоб
Джейкоб Клейн (нем. Jakob Klein — Якоб Кляйн, англ. Jacob Klein — Джейкоб Клайн; рус. Яков Савельевич Клейн; 3 марта 1899, Либава, Российская империя — 16 июля 1978, Аннаполис, США) — русско-американский философ, историк философии и математики.

## Биография
Джейкоб Клейн родился в Либаве Курляндской губернии в еврейской семье Саула Шмуелевича Клейна ( 1-й гильдии купец из Санкт-Петербурга ) и Ривки Янкелевны Леви. Получил докторскую степень в 1922 году в Берлине, где слушал лекции Хайдеггера, Гартмана и Гуссерля. С 1937 года и до самой смерти жил и работал в США.

## Научная деятельность
Клейн в основном совершил значительный вклад в наше понимание античной математики и её связи с философией. В частности, как это отмечает исследователь творчества Клейна Б. Хопкинс (B.C. Hopkins), Клейн независимо от Гуссерля, и несколько иным способом, пришел к выводу, что математические представления культуры неотделимы от её философских концепций.
В области истории философии его прежде всего интересовал античный период, в частности Платон, диалогам которого Клейн посвятил ряд различных текстов.
Он так же занимал эпистемологическую позицию касательно Линии Платона (на английском языке), о чём отмечали исследователи, такие как Р. Бурк (R. Burk). Д. Ручник (D. Ruchnik), в своем курсе видео лекций «Plato’s Republic» отмечает, что Клейн убедительно показал, что секции BС и CD Линии Платона равны при любых переменных.